# Глущенко, Михаил Андреевич
Михаил Андреевич Глущенко — командир расчёта 45-мм орудия 93-го стрелкового полка (76-я стрелковая дивизия, 47-я армия, 1-й Белорусский фронт), старший сержант. Один из полных кавалеров ордена Славы, награждённых в годы войны четырьмя орденами Славы.

## Биография
Михаил Андреевич Глущенко родился в городе Владикавказ Терской области (в настоящее время столица республики Северная Осетия — Алания). Окончил 6 классов школы, работал на лесозаводе.
В 1931 году был призван в ряды Красной армии, демобилизовался в 1933 году и вновь был призван Орджоникидзевским горвоенкоматом в 1943 году. С 1944 года на фронтах Великой Отечественной войны.
В бою за местечко Ломазы Старший сержант Глущенко метким огнём из своего орудия уничтожил сапёров противника, подходивших к мосту на шоссе, чтобы взорвать его, В самом местечке с расчётом Глущенко двумя выстрелами орудия уничтожил пулемёт вместе с прислугой в одном из домов, мешавший продвижению пехоты. Приказом по 76 стрелковой дивизии от 13 августа 1944 года он был награждён орденом Славы 3-й степени. Сведений о вручении ордена не имеется.
10 сентября 1944 года при прорыве укреплений противника в 5 км от Варщавы старший сержант Глущенко огнём своего орудия уничтожил 3 станковых пулемёта, взорвал дзот противника. В бою в предместье Варшавы — Праге, двигаясь в боевых порядках пехоты, огнём орудия уничтожил 15 солдат противника и 2 пулемёта. Приказом по 129-му стрелковому корпусу от 2 октября 1944 года он был награждён орденом Славы 3-й степени.
В боях за освобождении Польши 15 января 1945 года старший сержант Глущенко с расчётом выдвинулся в район нейтральной полосы и огнём своего орудия подавлял появляющиеся огневые точки противника, уничтожив 3 пулемёта. При преследовании противника, не отрываясь от стрелковых подразделений подавлял появляющиеся огневые средства противника, чем способствовал выполнению полком боевой задачи. Приказом по 47 армии от 9 февраля 1945 года он был награждён орденом Славы 2-й степени.
Старший сержант Глущенко при наступлении на деревню Вальтерсдорф восточнее города Грайфенхаген (в настоящее время Грыфино), следуя в боевых порядках пехоты, огнём своего орудия уничтожил 2 пулемётные точки до 15 солдат противника, чем способствовал взятию подразделением деревни. Указом Президиума Верховного Совета СССР от 31 мая 1945 года он был награждён орденом Славы 1-й степени.
Старшина Глущенко демобилизовался в 1946 году. Вернулся на родину, работал механиком на лесозаводе.
Скончался 7 августа 1974 года.